# ГМЗ
ГМЗ (Гусеничний мінний загороджувач) — машина, призначена для механізованої установки протитанкових мін. Розроблена в ОКБ-3 УЗТМ, головний конструктор — Г. С. Єфімов.

## Опис конструкції
Об'єкт 118 сконструйований на базі САУ СУ-100П і має сталевий зварний корпус.
Кабіна герметизована, забезпечена ФВУ, що дозволяє працювати на хімічно або радіоактивно забрудненій місцевості.

### Озброєння
Як основне озброєння використовується 7,62-мм кулемет ПКТ. Боєкомплект складає 1000 набоїв.
Для встановлення на полі бою ГМЗ забезпечений протитанковими мінами ТМ-57, ТМ-62 та ТМ-89. Міни забезпечені контактними та неконтактними підривниками. Комплект мін, який возиться у кабіні, становить 208 мін.

## Модифікації
- Об'єкт 118 — базовий варіант
- ГМЗ-2 — модифікована версія, усунуто ряд недоліків базового варіанту, у тому числі з'явилася можливість дозарядки боєкомплекту мін (у базовому варіанті перед перезарядженням необхідно було витратити весь боєкомплект мін)
- ГМЗ-3 — сучасна модифікація ГМЗ, розроблена на УЗТрМ. З особливостей: разом із ТДА (термо-димовою апаратурою) встановлено шість гранатометів системи постановки димової завіси 902В «Туча» для стрільби 81-мм димовими гранатами.[4]

## Служба та бойове застосування
- Афганська війна (1979—1989)
- Збройний конфлікт у Придністров'ї — 3 гусеничні мінні загороджувачі перебували на озброєнні Придністровських збройних сил. Брали участь 2 березня 1992 року в боях, одна машина була знищена.[5]